# Johann Caspar Huber
Johann Caspar Huber oder Johann Kaspar Huber (geboren 1752 in Glattfelden im Kanton Zürich; gestorben 6. April 1827 in Zürich) war ein Schweizer Landschafts- und Marinemaler.

## Leben und Werk
Huber war der dritte Sohn eines Zürcher Fleischers und wurde von seinem kaum kunstverständigen Vater auf eine dreijährige handwerkliche Lehre zu dem Malermeister Felix Zimmermann geschickt. Während seiner Ausbildung zeichnete Huber nebenbei als Autodidakt nach den von Hertel in Augsburg herausgegebenen Kupferstichen, die sein Meister als „die Blätter von excudit“ bezeichnete. Erst nachdem Huber 1771 aus der Malerzunft „ledig“ gesprochen worden war, arbeitete er bei dem in Zürich tätigen Landschaftsmaler Heinrich Wüest zwei Jahre als Malergeselle, um sich anschließend auf Wanderschaft zu begeben.

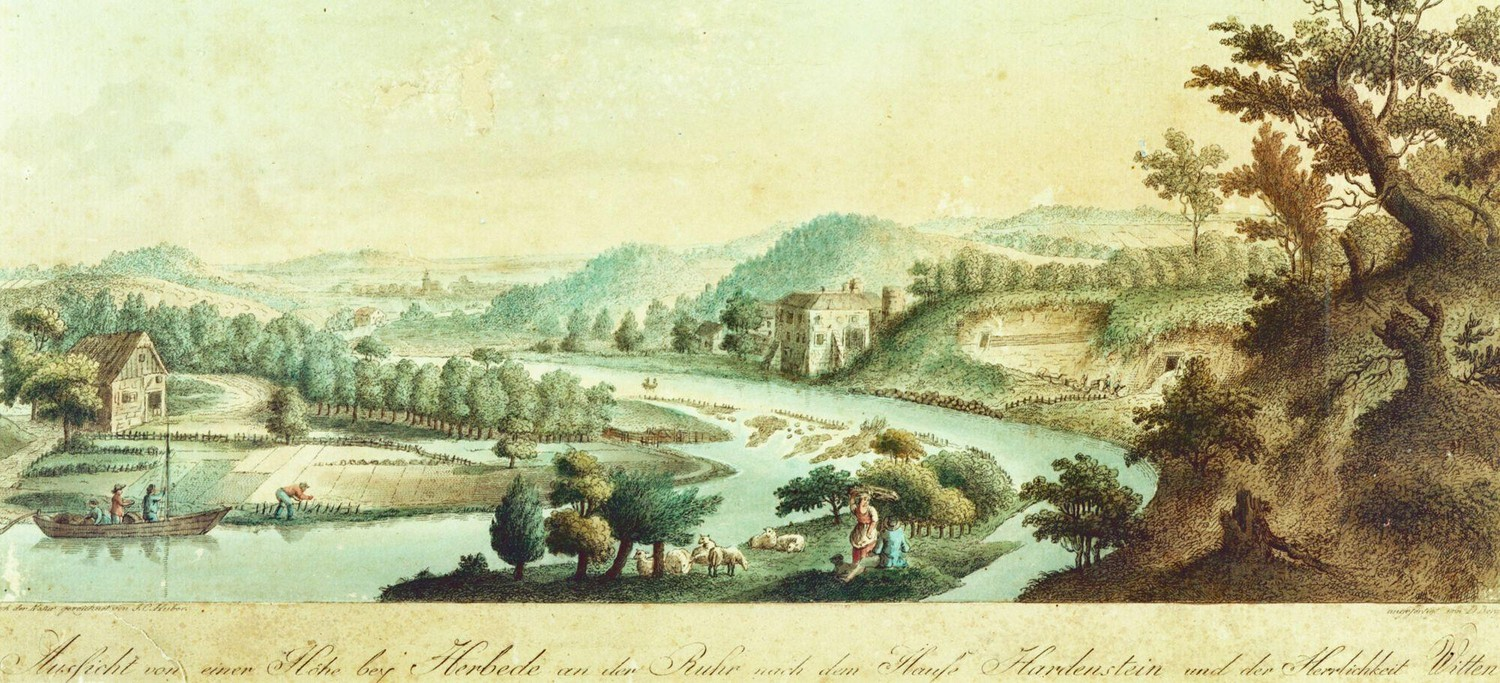
Um 1780: „Aussicht von einer Höhe bey Herbede an der Ruhr nach dem Hause Hardenstein und der Herrlichkeit Witten“;
„Nach der Natur gezeichnet von J. C. Huber“, als (kolorierter) Kupferstich vervielfältigt von Daniel Berger; LWL-Museum Zeche Nachtigall

Nach anfangs noch misslichen Umständen wurde Huber auf Empfehlung von Salomon Gessner „in die damals blühende Tapeten- und Gemäldefabrik des H. Nothnagel“ in Frankfurt am Main aufgenommen, wo er sich in Nebenstunden eigenständig weiter fortbildete. Von dort aus ging er zur Fortbildung nach Düsseldorf und wagte 
anschließend mit seinem Freund Johann Kaspar Kuster, der ebenfalls in der Frankfurter „Geschwindschule“ gearbeitet hatte, seine erste Reise in die Niederlande und speziell nach Amsterdam.
Seinen Ruf begründete Huber gemeinsam mit seinem Freund Kuster mit einem im Auftrag eines Herrn André in „Mühlheim am Rhein“ geschaffenen „großen Saal“, der beiden Künstlern dann zahlreiche Folgeaufträge einbrachte. Beide schufen dann Werke „nach der Natur“, studierten darüber hinaus aber auch andere Werke der Düsseldorfer Galerie, wo sich Huber vor allem der Marinemalerei widmete.
Auf seinen häufigen Reisen an die holländische Küste ließ er sich insbesondere für Küstenbilder und Darstellungen von Seehäfen und Fischerdörfern inspirieren, insbesondere ruhige und sanfte Stimmungsbilder mit alten Kastellen und Schlössern. Das von ihm beispielsweise teils mit großer Genauigkeit wiedergegebene Tau- und Tafelwerk von Schiffen fügte er stets in eine Harmonie des Ganzen ein; Küsten-„Stürme und gewaltsamer Aufruhr waren nicht Gegenstand seiner Kunst.“
Nach einem mehrjährigen Aufenthalt in Amsterdam ging Huber 1784 nach Düsseldorf zurück, wo er mehrere Auftragsarbeiten ausführte. Im Folgejahr 1785 heiratete er und wurde anschließend zum Mitglied in die dortige Kunstakademie erwählt. 1787 wurde sein Sohn Wilhelm geboren, der ebenfalls Maler wurde.

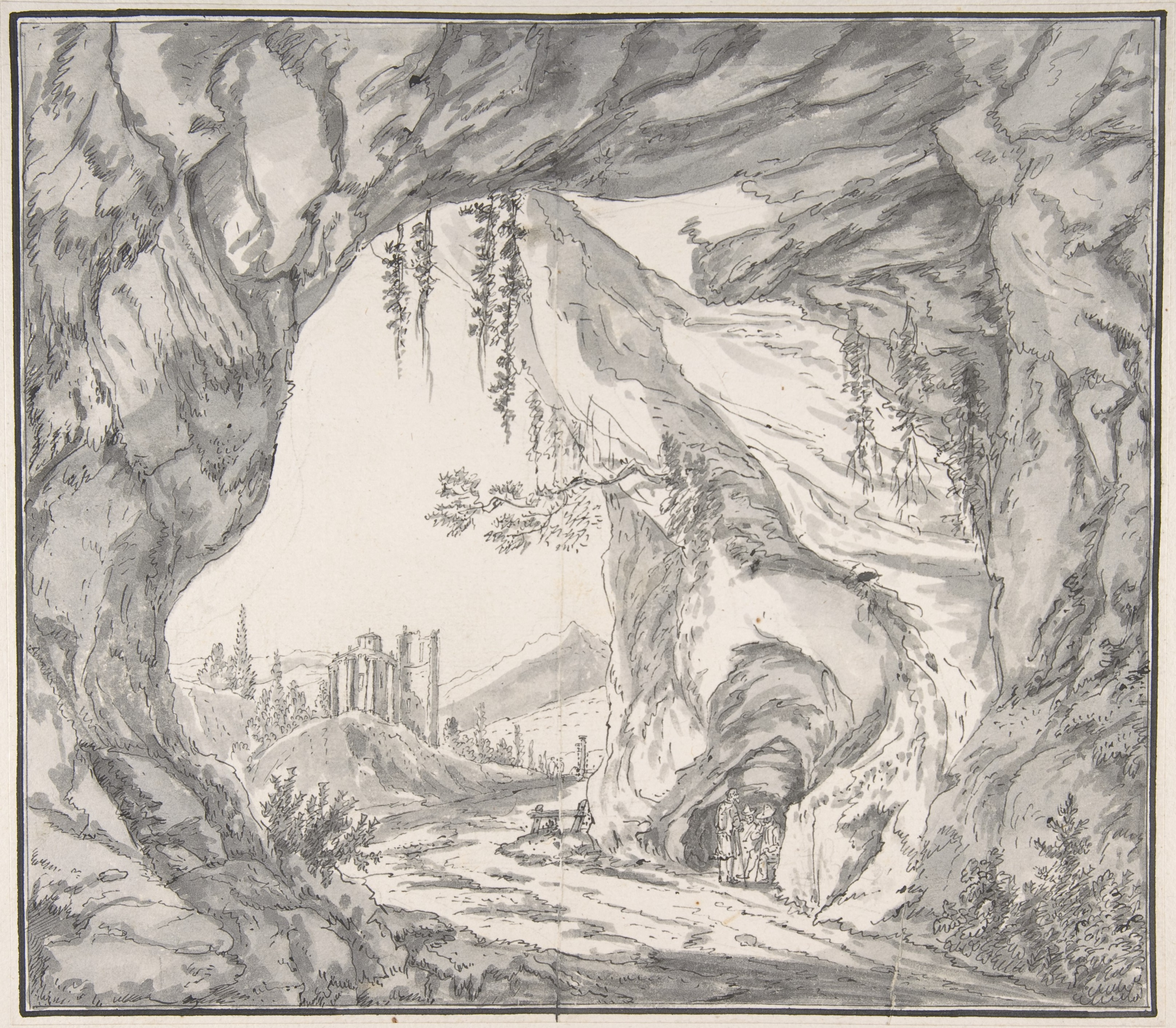
Um 1800: Berglandschaft mit Ruine und 3 Männern in einer Höhle, gesehen durch ein Steintor;
Federzeichnung und graue Aquarellmalerei über Graphit; Museum of Modern Art (MoMA)

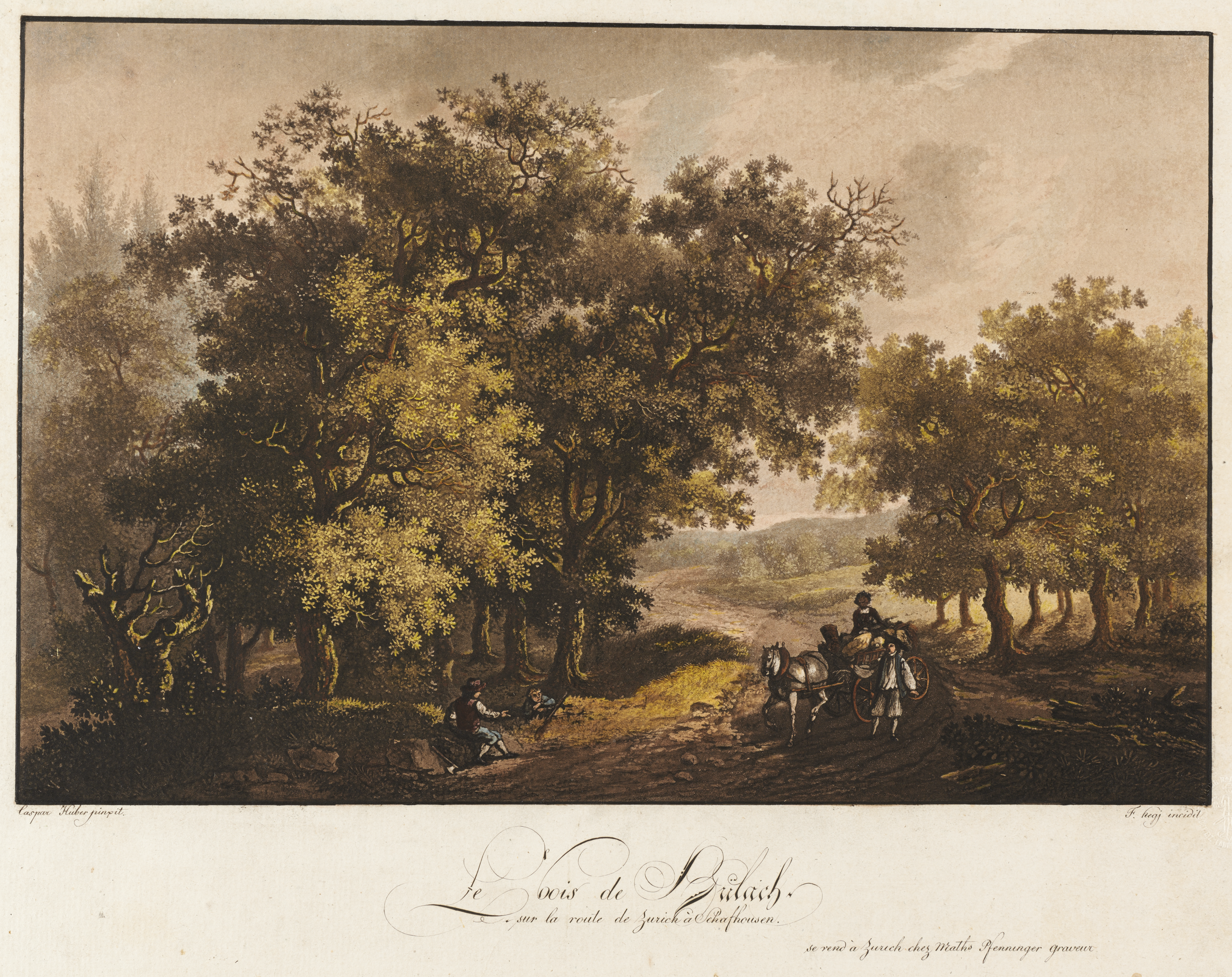
„Le Bois de Bülach sur la route de Zurich à Schafhusen“;
„Caspar Huber pinxit“, gestochen von Franz Hegi, zu verkaufen bei dem Zürcher Graveur Matthias Pfenninger; Sammlung R. und A. Gugelmann, Schweizerische Nationalbibliothek

Nach Ausbruch der Französischen Revolution kehrte Huber 1789 nach 17 Jahren in die Schweiz zurück. Auch dort erhielt er zahlreiche Aufträge, beschränkte sich nun aber auf die Landschaftsmalerei. Da die oftmals wilde Großartigkeit der Schweizer Gegenden seinem Naturell weniger entsprach, malte er bevorzugt die mittleren und unteren Regionen mit ihren Eichen- und Buchenwäldern, klaren Bächen und ruhigen Flussläufen sowie eher kleine Dörfer und Weiler mit Mühlen und Brücken und so weiter.

## Bekannte Werke (Auswahl)
Unter Hubers Arbeiten finden sich auch Radierungen.